# Mary Emma Woolley

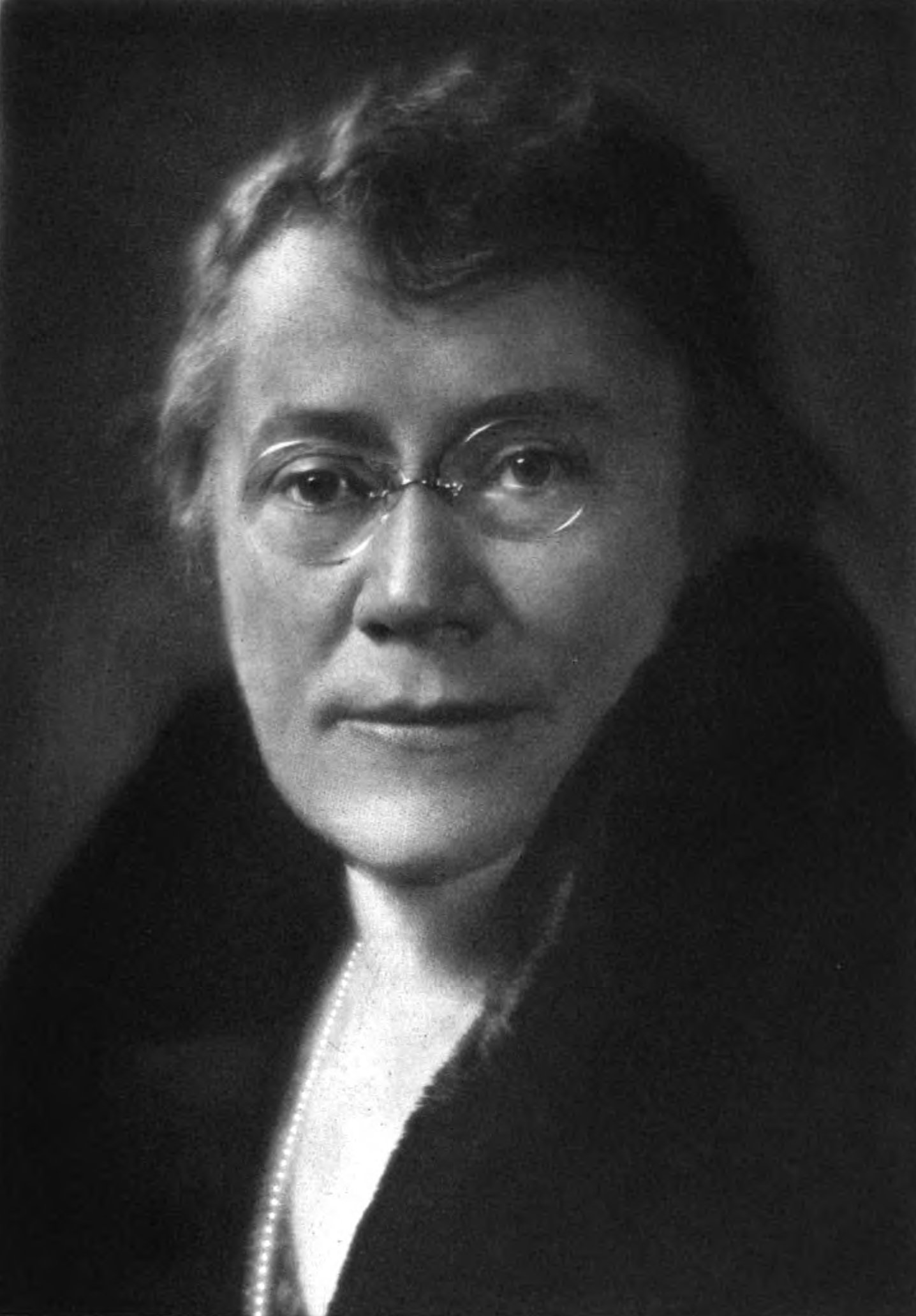
Mary Emma Woolley, 1934

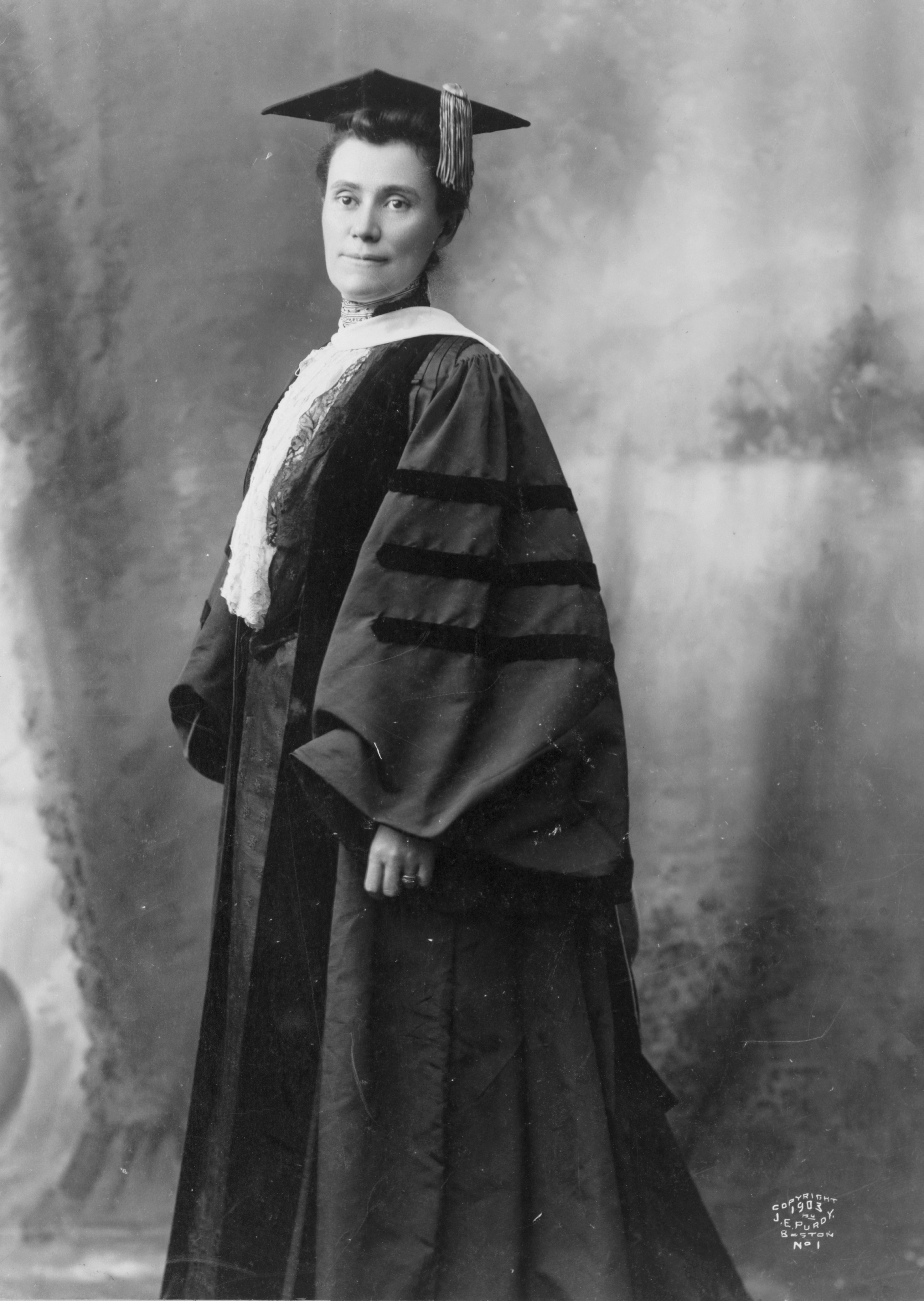
Mary Emma Woolley, 1903

Mary Emma Woolley (* 13. Juli 1863 in South Norwalk, Connecticut; † 5. September 1947 in Westport, New York) war eine US-amerikanische Hochschullehrerin, Friedensaktivistin und Suffragette. Sie war die erste Studentin an der Brown University und war von 1900 bis 1937 die 11. Präsidentin des Mount Holyoke College.

## Leben
Woolley war die Tochter von Joseph Judah Woolley und seiner zweiten Frau, Mary Augusta Ferris. Sie erhielt den Spitznamen May und genoss eine angenehme, behütete Kindheit in Neuengland. Sie wuchs zunächst in Meriden, Connecticut, und ab 1871 in Pawtucket, Rhode Island, auf. Ihr Vater war ein kongregationalistischer Pfarrer, und seine Bemühungen, die Sozialarbeit in die Religion zu integrieren, beeinflussten seine Tochter stark.
Woolley besuchte die Providence High School und eine Reihe kleinerer, von Frauen geleitete Schulen, bevor sie 1884 ihren Sekundarschulabschluss am Wheaton College in Norton, Massachusetts, ablegte. Woolley unterrichtete am Wheaton College von 1885 bis 1891. Nach einer zweimonatigen Europareise im Sommer 1890 wollte sie die University of Oxford besuchen, doch ihr Vater vereinbarte mit Elisha Benjamin Andrews, dem Präsidenten der Brown University, dass Woolley eine der ersten Studentinnen werden sollte. Sie begann ihr Studium im Herbst 1890, während sie noch am Wheaton College unterrichtete. Im Jahr 1894 erhielt sie ihren Bachelor-Abschluss und 1895 ihren Master-Abschluss für ihre Dissertation mit dem Titel The Early History of the Colonial Post Office.
1895 begann Woolley, am Wellesley College biblische Geschichte und Literatur zu unterrichten. Sie war bei ihren Studenten und Kommilitonen sehr beliebt und wurde 1896 zur außerordentlichen Professorin ernannt. Bis 1899 wurde sie zur ordentlichen Professorin befördert. Während ihrer Zeit in Wellesley nahm sie bedeutende Änderungen am Lehrplan vor und sammelte gleichzeitig als Vorsitzende ihres Fachbereichs administrative Erfahrungen. Außerdem lernte sie Jeannette Augustus Marks kennen, eine Studentin in Wellesley. Von 1899 an lebten die beiden Frauen 48 Jahre lang in einer Lebenspartnerschaft.
Im Dezember 1899 bot die Brown University ihr eine Stelle als Leiterin des neu gegründeten Women’s College an. Gleichzeitig bot ihr das Mount Holyoke College die Präsidentschaft an. Woolley nahm das Angebot von Mount Holyoke an und wurde am 1. Januar 1901 im Alter von 38 Jahren eine der jüngsten College-Präsidentinnen der Vereinigten Staaten.
Ebenfalls im Jahr 1900 wurde ihr als erster Frau die Ehrendoktorwürde des Amherst College verliehen.
Unmittelbar nach ihrer Ankunft in Mount Holyoke erläuterte Woolley ihre Ansichten zur Frauenbildung. Während das College in der Vergangenheit den Schwerpunkt auf die Bildung von Frauen im Dienste der Gesellschaft gelegt hatte, betonte Woolley, dass die Bildung von Frauen in Zukunft nur noch durch intellektuelle Gründe gerechtfertigt werden müsse. Woolley glaubte, dass Bildung eine Vorbereitung auf das Leben sei und dass eine gebildete Frau alles erreichen könne. Wenn Frauen in der Vergangenheit keinen Erfolg hatten, so argumentierte sie, lag das daran, dass sie durch ihre Bildung – oder deren Fehlen – behindert wurden.
Als Präsidentin eines Frauencolleges gehörte es zu ihren zahlreichen Aufgaben, sich öffentlich für die Bildung von Frauen einzusetzen. Während ihrer 36-jährigen Präsidentschaft setzte sie sich für die Beseitigung der damaligen Vorurteile ein, die besagten, dass Frauen von Natur aus lernschwach seien und dass sich geistige Arbeit negativ auf ihre Gesundheit auswirke. Woolley begann, innerhalb der akademischen Gemeinschaft Einfluss zu nehmen, und sie leitete Kooperationsbemühungen mit anderen Frauen-Colleges, um die finanziellen Mittel, die akademischen Standards und das öffentliche Bewusstsein für die Frauenbildung zu erhöhen. Während Woolleys Präsidentschaft baute sie eine starke Fakultät auf und lockte mit höheren Gehältern, Stipendien und Sabbaticals Wissenschaftlerinnen von den renommiertesten Graduiertenschulen an.
Woolley bemühte sich auch um die Verbesserung der Qualität der in Mount Holyoke zugelassenen Studierenden, indem sie die Zulassungsstandards anhob, Ehrenprogramme und allgemeine Prüfungen für Senioren einführte. Während ihrer Präsidentschaft wuchs auch das Stiftungsvermögen des Colleges von 500.000 Dollar auf fast 5 Millionen Dollar an, und der Campus erhielt sechzehn neue Gebäude. Eine ihrer bedeutendsten Veränderungen war die Abschaffung des Systems der Hausarbeit, das von der Gründerin des Colleges, Mary Lyon, eingeführt worden war. Als Lyon das College 1837 gründete, mussten die Studentinnen aus wirtschaftlichen Gründen kochen und putzen, und andere Frauencolleges folgten diesem Beispiel. Bis 1901 war Mount Holyoke das einzige Frauencollege, an dem dieses System noch in Kraft war, und Woolley hielt das System für altmodisch und für ein Hindernis auf dem Weg zu ihrem Ziel, Mount Holyoke intellektuell mit den männlichen Colleges gleichzustellen.
Sie schuf auch eine Stelle für Jeanette Marks, die bis zu ihrer Pensionierung im Jahr 1941 Englisch und Theater in Mount Holyoke unterrichtete. Obwohl die beiden Frauen nie öffentlich zugaben, dass sie eine lesbische Beziehung führten, gab es an der Hochschule einige unterschwellige Ressentiments wegen Woolleys unterstellter „Bevorzugung“ von Marks.
Während ihrer Präsidentschaft widmete Woolley ihre Zeit auch einer Reihe von Organisationen und setzte sich für soziale Reformen aller Art ein, darunter für das Frauenwahlrecht, den Pazifismus und kirchliche Angelegenheiten. Sie diente als Vizepräsidentin der American Civil Liberties Union und setzte sich für den Beitritt der USA zum Völkerbund ein. Sie arbeitete mit Präsident Herbert Hoover in Sachen Frauenrechte und mit Präsident Franklin D. Roosevelt in Sachen Pazifismus zusammen. Sie war ein frühes Mitglied der Association of Collegiate Alumnae, aus der später die American Association of University Women (AAUW) hervorging. Von 1927 bis 1933 diente sie als Präsidentin der AAUW. Sie erlangte internationale Anerkennung, nachdem Präsident Hoover sie als Delegierte für die Konferenz zur Reduzierung und Begrenzung der Rüstung ernannt hatte, die 1932 in Genf stattfand.
Sie war Mitglied des nationalen Vorstands der Young Women’s Christian Association, des Exekutivausschusses der American School Peace League, des Rates des National Institute for Moral Instruction und der Commission on Peace and Arbitration. Sie war Senatorin der United Chapters von Phi Beta Kappa und Ehrenvizepräsidentin der National Consumers League.
Im Jahr 1900 gehörte Woolley zu den 60 Unterzeichnern des Call for the Lincoln Emancipation Conference to Discuss Means for Securing Political and Civil Equality for the Negro, dem Aufruf zur Einberufung der Lincoln-Emanzipationskonferenz zur Erörterung von Maßnahmen zur Sicherung der politischen und bürgerlichen Gleichstellung von Farbigen, einem Dokument, das zur Gründung der National Association for the Advancement of Colored People führte.
Ab 1933 setzten sich einige männliche Mitglieder des Kuratoriums dafür ein, dass Woolley nach ihrer Pensionierung durch einen männlichen Präsidenten ersetzt werden sollte. Viele der Vorstandsmitglieder, die diesen Ansatz unterstützten, waren der Meinung, dass das Mount Holyoke College „überfeminisiert“ war, da die meisten Abteilungen von Frauen geleitet wurden und männliche Lehrkräfte in der Minderheit waren. Einige betrachteten Mount Holyoke als einen Ort, an dem Absolventen der Yale University Arbeit finden könnten, und waren der Meinung, dass die Einstellung eines männlichen Präsidenten dies wahrscheinlicher machen würde.
Woolley ging 1937 im Alter von 74 Jahren in den Ruhestand. Die Ernennung von Roswell Gray Ham zu ihrem Nachfolger war ein herber Schlag für die Aufstiegschancen von Frauen in der Hochschulbildung. Sie, Mitglieder des Lehrkörpers, Mitglieder der AAUW und Mitglieder der Alumnae Group wehrten sich vehement. Bei der Abstimmung auf der Vorstandssitzung am 6. Juni 1936 wurde die erforderliche Mehrheit nur knapp verfehlt, obwohl Treuhänderin Frances Perkins (eine Mount Holyoke-Absolventin und Arbeitsministerin), Woolley und Mitglieder des Lehrkörpers eindringlich dafür plädierten. Nachdem Ham ernannt worden war, versuchten einige Ehemalige, genügend Widerstand zu wecken, um Ham davon zu überzeugen, die Ernennung abzulehnen, aber das offizielle Mount Holyoke schloss die Reihen und der Widerstand wurde niedergeschlagen. Woolley und ihre Verbündeten hatten das „letzte Wort“ bei der Hundertjahrfeier des Colleges im Mai 1937 (einen Monat vor Hams Amtsantritt). Er war nicht eingeladen, und in vielen Reden wurden die Maßnahmen des Kuratoriums angeprangert. Nach ihrer Pensionierung besuchte Woolley den Mount Holyoke Campus nie wieder. Sie zog in das Haus der Familie Marks in Westport, New York, und lebte dort mit Marks bis zu ihrem Tod im Jahr 1947.
Woolley setzte sich auch im Ruhestand aktiv für soziale Belange ein und verbrachte einen Großteil ihrer Zeit mit Vorträgen auf Tagungen und Konferenzen. Am 30. September 1944 erlitt sie eine Hirnblutung, die sie teilweise lähmte. Die letzten drei Jahre ihres Lebens verbrachte sie in einem Rollstuhl, und Marks pflegte sie bis zu ihrem Tod.
Neben ihrer Abschlussarbeit schrieb sie Development of the Love of Romantic Scenery in America und diverse pädagogische Fachbeiträge.

## Weitere Literatur
- Jeannette Augustus Marks: Life and Letters of Mary Emma Woolley. Public Affairs Press, Washington, D.C. 1955, ISBN 978-1-258-02838-1.
- Anna Mary Wells: Miss Marks and Miss Woolley. Houghton Mifflin, Boston, MA 1978, ISBN 978-0-395-25724-1 (archive.org).